# Gabrovo (Sztrumica)
Gabrovo (macedónul: Габрово) település Észak-Macedóniában, a Délkeleti körzetben, a Sztrumicai járásban.

## Népesség
| Lakosok száma | 506  | 597  | 592  | 561  | 486  | 445  | 428  | 399  | 202  |
|               | 1948 | 1953 | 1961 | 1971 | 1981 | 1991 | 1994 | 2002 | 2021 |

- 2002-ben 399 lakosa volt, akik közül 398 macedón és 1 egyéb.